# منزل رفیعی
منزل رفیعی مربوط به دوره قاجار است و در بوشهر، بافت قدیم، محله کوتی واقع شده و این اثر در تاریخ ۲۸ اسفند ۱۳۸۵ با شمارهٔ ثبت ۱۸۶۴۴ به‌عنوان یکی از آثار ملی ایران به ثبت رسیده است.